# Archiconchoecinna cuneata
Archiconchoecinna cuneata är en kräftdjursart som först beskrevs av G. W. Müller 1908.  Archiconchoecinna cuneata ingår i släktet Archiconchoecinna och familjen Halocyprididae. Inga underarter finns listade i Catalogue of Life.